# Aegla affinis
Aegla affinis es una especie de decápodo aéglido integrante del género Aegla, cuyos miembros son denominados comúnmente cangrejos tanque, cangrejos pancora, cangrejos de agua dulce, falsos cangrejos o cucarachas de río. Este crustáceo habita en aguas dulces del sudoeste de América del Sur.

## Taxonomía
Esta especie fue descrita originalmente en el año 1942 por el biólogo carcinólogo estadounidense Waldo LaSalle Schmitt.
En el año 1948 el biólogo argentino Raúl Adolfo Ringuelet rebajó a este taxón al nivel de subespecie de A. neuquensis, es decir: A. neuquensis affinis. 
En el año 1994 los carcinólogos Georgina Bond-Buckup y Ludwig Buckup elevaron nuevamente al táxón A. affinis a la categoría de especie plena, por lo cual A. neuquensis volvió a ser un taxón monotípico.
Localidad y ejemplares tipo
Fue descrita con ejemplares provenientes de la provincia del Neuquén, Patagonia argentina. El holotipo es un macho de 31 mm de largo, etiquetado como el MACN 25688 (posiblemente ex MACN 9817), colectado el 16 de mayo de 1898 por Carlos Germán Burmeister. El paratipo también es un macho con iguales datos de colecta.

## Distribución y hábitat
Este cangrejo habita en el fondo de arroyos, ríos, lagunas y lagos de agua dulce. Se distribuye en la Argentina en el sur de Cuyo y el noroeste de la Patagonia argentina; también habita alopátricamente en el centro de Chile, en una única subcuenca fronteriza, razón por la cual a la población chilena de la especie se la categoriza como «en peligro crítico» (CR).
Argentina
- Mendoza: río Atuel, arroyo La Matancilla, San Rafael, El Sosneado, río Barrancas, Malargüe.

- Neuquén: Sin localidad.

Chile
Linares: laguna del Maule.
Este es un cuerpo léntico situado a una altitud de 2175 m s. n. m., de aguas muy transparentes, con fondo compuesto por escorias volcánicas, rodeada por un entorno casi sin vegetación, con suelos de cenizas de igual origen, en un ambiente altoandino con clima desértico frío. En la década de 1950 fue sembrada la laguna de truchas arco-iris, especie ictícola predadora exótica que resulta una amenaza para la fauna nativa.

## Características y costumbres
Es un cangrejo grande para su género, con longitudes promedio en los machos de 26,74 mm (extremos de 19 y 33,80 mm) y en las hembras un promedio 21,17 mm (extremos de 16,20 y 24,20 mm).